# Black Mask 2: City of Masks
Série
Black Mask
(1996)
Pour plus de détails, voir Fiche technique et Distribution.
Masque Noir 2 : La Cité des masques((en) : Black Mask 2: City of Masks) est un film américano hong-kongais réalisé par Tsui Hark, sorti le 24 décembre 2002. Le film est la suite de Black Mask (basé sur le manhua du même nom de Li Chi-Tak), sorti en 1996, avec Jet Li. Andy On a repris le rôle de Black Mask lorsque l'acteur original, Jet Li, a choisi de ne pas revenir.

## Synopsis
Un groupe de bio-terroristes, dirigé par Mr King. projette de muter la race humaine grâce à une bombe ADN. Black Mask doit ainsi intervenir afin d'éviter une catastrophe en mettant fin aux agissements d'un savant fou, Moloch, et de Mr King épaulé par une armée de catcheurs génétiquement modifiés.

## Fiche technique
- Titre : Black Mask 2: City of Masks
- Titre original : Hak hap 2 (黑俠)
- Réalisation : Tsui Hark
- Scénario : Jeff Black et Charles Cain, d'après une histoire de Julien Carbon, Laurent Courtiaud et Tsui Hark
- Production : Charles Heung et Tsui Hark
- Musique : J.M. Logan
- Photographie : Wong Wing-Hung et William Yim
- Montage : Angie Lam et Marco Mak
- Pays d'origine : Hong Kong / États-Unis
- Format : Couleurs - 2,35:1 - Dolby Digital - 35 mm
- Genre : Action, science-fiction
- Durée : 102 minutes
- Dates de sortie : 24 décembre 2002 (États-Unis), 9 janvier 2003 (Hong Kong), 29 janvier 2004 (France, festival Fantastic'Arts)

## Distribution
- Andy On : Kang Fung / Black Mask
- Tobin Bell : Moloch
- Jon Polito : Mr King
- Teresa Herrera : Dr Marco Leung
- Michael Bailey Smith : Ross / Hellraiser
- Tyler Mane : Thorn
- Andrew Bryniarski : Iguana
- Rob Van Dam : Claw
- Oris Erhuero : Wolf
- Robert Allen Mukes : Snake
- Traci Lords : Chameleon
- Scott Adkins : Lang
- Sean Marquette (en) : Raymond
- Silvio Simac (it) : Général Troy

## Autour du film
- Rob Van Dam s'est blessé au genou en effectuant lui-même une cascade.
- Avant de porter son dévolu sur Andy On, Tsui Hark avait envisagé Raymond Wong et Louis Koo pour le rôle de Black Mask.
- Julien Carbon et Laurent Courtiaud, les deux français exilés à Hong Kong, avaient obtenu le prix du meilleur scénario lors des Golden Bauhinia Awards 2000 pour Running Out of Time.